# Cyclingteam De Rijke/2012
Deze pagina geeft een overzicht van de Cyclingteam De Rijke wielerploeg in 2012.

## Algemeen
Sponsors: De Rijke
Algemeen Manager: Iwan van Zandbeek
Ploegleiders: Ben Lambregts
Fietsmerk: Stevens

## Renners
| Naam                 | Geboortedatum | Nationaliteit | Ploeg 2011                  |
| -------------------- | ------------- | ------------- | --------------------------- |
| Dion Beukeboom       | 02-02-1989    | Nederland     | Neo                         |
| Jeroen Boelen        | 27-01-1978    | Nederland     | Milka Trek MTB Team         |
| Mats Boeve           | 24-03-1990    | Nederland     | Elite                       |
| Niek Boom            | 04-05-1992    | Nederland     |                             |
| Huub Duyn            | 01-09-1984    | Nederland     | Donckers Koffie-Jelly Belly |
| Ike Groen            | 31-05-1992    | Nederland     |                             |
| Dylan Groenewegen    | 21-06-1993    | Nederland     | Neo                         |
| Yoeri Havik          | 19-02-1991    | Nederland     |                             |
| Sjoerd Kouwenhoven   | 03-11-1990    | Nederland     |                             |
| Rick Ottema          | 25-06-1992    | Nederland     |                             |
| Christoph Pfingsten  | 20-11-1987    | Duitsland     |                             |
| Sebastiaan Pot       | 12-08-1993    | Nederland     | Neo                         |
| Jesper Schipper      | 17-09-1992    | Nederland     |                             |
| Bob Schoonbroodt     | 12-02-1991    | Nederland     |                             |
| Bas Stamsnijder      | 29-11-1989    | Nederland     |                             |
| Remco te Brake       | 29-11-1988    | Nederland     |                             |
| Rune van der Meijden | 23-03-1991    | Nederland     |                             |

## Belangrijke overwinningen
| NK veldrijden Duitsland: Christoph Pfingsten Ronde van Normandië 3e etappe: Yoeri Havik 6e etappe: Dion Beukeboom |

2003 · 2004 · 2005 · 2006 · 2007 · 2008 · 2009 · 2010 · 2011 · 2012 · 2013